# Huyton
Huyton – miasto w dystrykcie metropolitalnym Knowsley, w hrabstwie Merseyside w Anglii.

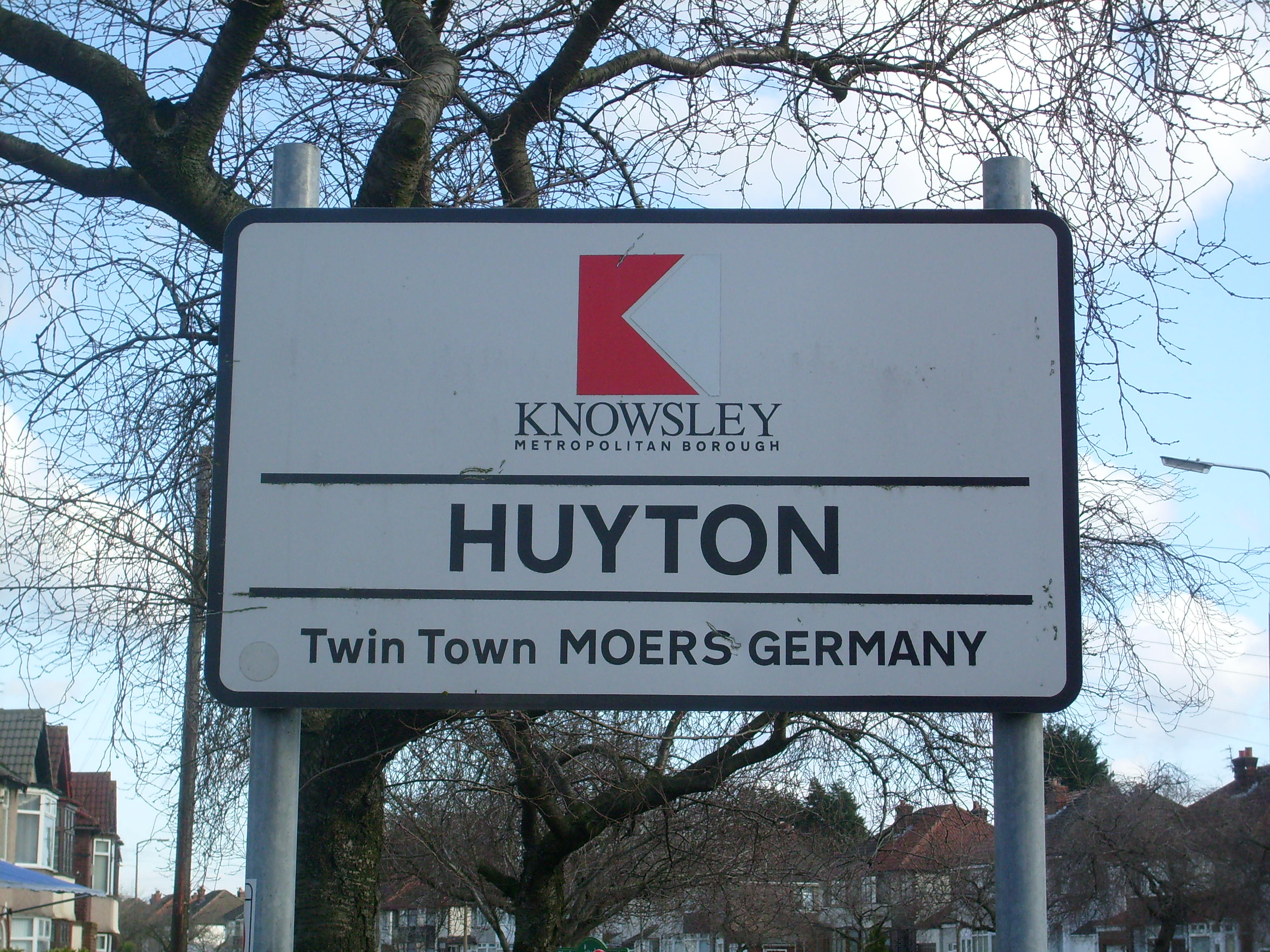
Oznaczenie przy drodze

W 1991 roku ludność miasta wynosiła 54 766 mieszkańców.